# Узунбулак (Кокпектинський район)
Узунбула́к (каз. Ұзынбұлақ) — село у складі Кокпектинського району Абайської області Казахстану. Входить до складу Кокпектинського сільського округу.
Населення — 44 особи (2021; 263 у 2009, 592 у 1999, 1080 у 1989).
Національний склад станом на 1989 рік:
- казахи — 54 %
- росіяни — 24 %